# Hacia cero
Hacia cero (en inglés: Toward Zero) es una novela policial escrita por Agatha Christie y publicada por primera vez en Estados Unidos por Dodd, Mead and Company en 1944 y en Reino Unido por Collins Crime Club en julio de ese mismo año. La edición estadounidense costaba $ 2.00 y la inglesa siete chelines y seis peniques (7/6).
En el libro se destaca la aparición del personaje recurrente Superintendente Battle.
El libro se hace novedoso cuando, tras leer buena parte de este y llegar prácticamente al final, el lector se entera de que todo lo pasado es el preludio del verdadero crimen que está por cometerse. Esa es la razón del título "Hacia cero" y encierra una visión filosófica de entender el mundo anticipándose a lo que actualmente se conoce como Teoría del caos. Peor aun cuando, como es tradicional en Agatha Christie, el sospechoso probable deja de serlo en forma melodramática a páginas del fin .

## Personajes
- Lady Camilla Tressilian
- Mary Aldin
- Nevile Strange
- Kay Strange
- Audrey Strange
- Edward (Ted) Latimer
- Thomas Royde
- Mr. Treves,
- Andrew MacWhirter
- Inspector James Leach
- Superintendent Battle

- Datos: Q960060